# Рут Єо
Рут Єо Пей Чин — малайзійська підприємиця, філантропка і екологиня. Виконавчий директор YTL Singapore та директор консультаційної компанії YTL Corporation з кредитів на вуглецю та механізмів чистого розвитку. Співавторка книги Cut Carbon, Grow Profits: Business Strategies for Managing Climate Change and Sustainability.

## Раннє життя
Рут Єо — найстарша дитина малазійського мільярдера Тан Шрі Дато Френсіса Єо та Пуан Шрі Датін Падука Розалін Єо. Її дідом по батьковій лінії був Тан Шрі Дато Сері Єо Тіонг Лей, засновник корпорації YTL. Вона є старшою сестрою Ребеки Єо та двоюрідною сестрою Рейчел Єо та Мішель Єо.
Вона закінчила університет Ноттінгема за спеціальністю архітектурні студії та здобула ступінь з менеджменту в бізнес-школі Cass у Сіті при Лондонському університеті.

## Кар'єра
У 2005 роц Єо почала працювати в сімейній компанії YTL Corporation. Вона є виконавчим директором філії в Сінгапурі та очолює відділ стійкості корпорації. Рут Єо розпочала Тиждень кліматичних змін YTL, флагманську освітню програму, покликану підвищити обізнаність про зміну клімату та її наслідки як у Малайзії, так і в усьому світі. У 2008 році вона була призначена членкинею Ради рідкісних заповідників. У 2011 році удостоєна срібної нагороди в галузі лідерства з КСВ на Global CSR Summit Awards. У 2012 — нагороджена регіональною нагородою Сінгапурської екологічної ради за досягнення в галузі довкілля. У 2014 році, як одна з 30 найкращих зелених каталізаторок Малайзії, Єо була нагороджена премією GreenTech Award. У 2013 році була членкинею комітету Сінгапурської премії за досягнення в галузі довкілля та була обрана молодою лідеркою Всесвітнього саміту міст на Всесвітньому саміті міст 2014 року. У 2015 році вона разом зі своєю сестрою Ребеккою Єо заснувала Recyclothes, проєкт стійкої моди та благодійну організацію. З 2015 року Єо входить до Ради опікунів Фонду Кью для підтримки Королівського ботанічного саду. Також вона є членкинею ради радників Малайзійської асоціації в Сінгапурі, членкинею правління Gardens by the Bay та членкинею правління United Women Singapore. Вона є глобальною амбасадоркою доброї волі Фонду «Гідність для дітей», членкинею Ділової ради зі сталості та відповідальності Малайзії та інвестиційною членкинею Азійського фонду відновлюваної енергії та довкілля та Фонду відновлюваної енергії та довкілля. Вона також є членкинею правління Reef Check Malaysia та співробітницею Asia 21 Young Leaders Initiative.
У 2007 році Єо дописувала для Wall Street Journal і Financial Times. Також вона була співредакторкою і написала книгу про зміну клімату під назвою «Зменшити вуглець, збільшувати прибутки: бізнес-стратегії для управління зміною клімату та сталості».
У 2015 році Єо внесена до списку Forbes як одна з дванадцяти відомих підприємиць Азії, а також до списку «Героїв філантропії» за свою роботу в галузі збереження та сталого розвитку. У 2017 році вона була нагороджена як лауреатка випускників та випускниць Ноттінгемського університету.

## Особисте життя
Єо є практикуючою християнкою, її віра є частиною натхнення для екологічної роботи. Вона одружена з Кеннетом Хау.